# Джон Чарльз Пратт, 3-й маркиз Кэмден
Джон Чарльз Пратт, 3-й маркиз Кэмден (англ. John Pratt, 3rd Marquess Camden; 30 июня 1840 — 4 мая 1872) — британский пэр и либеральный политик. Он был известен как виконт Бейхэм в 1840 году и граф Брекнок с 1840 по 1866 год.

## Биография
Родился 30 июня 1840 года на Белгрейв-сквер в Лондоне. Старший сын Джорджа Пратта, 2-го маркиза Кэмдена (1799—1866), и Гарриет Мюррей (1813—1854, дочери Джорджа Мюррея (1784—1860), епископа Рочестерского, и леди Сары Мэри Хэй-Драммонд (? — 1874).
Он получил образование в Тринити-колледже в Кембридже, где в 1860 году получил степень магистра искусств.
В феврале 1866 года граф Брекнок был избран в Палату общин Великобритании от Брекнока. Однако в августе того же 1866 года он сменил своего отца в качестве 3-го маркиза кэмдена и вошёл в Палату лордов Великобритании.
Маркиз Кэмден носил чин майора йоменской кавалерии Западного Кента.
12 июля 1866 года в Лондоне Джон Чарльз Пратт женился на леди Клементине Августе Спенсер-Черчилль (4 мая 1848 — 27 марта 1886), дочери Джорджа Спенсера-Черчилля, 6-го герцога Мальборо (1793—1857), и Шарлотты Августы Флауэр (1818—1850), дочери Генри Флауэра, 4-го виконта Ашбрука. У супругов было трое сыновей (из которых двое старших умерли в младенчестве) и одна дочь:
- сын (род. и умер 11 августа 1868)
- Джон Фрэнсис Чарльз Пратт, граф Брекнок (род. и умер 30 августа 1869)
- Леди Клементина Фрэнсис Энн Пратт (2 августа 1870 — 13 января 1921), муж с 1890 года Артур Генри Джон Уолш, 3-й барон Орматуэйт (1859—1937)
- Джон Чарльз Пратт, 4-й маркиз Кэмден (9 февраля 1872 — 15 декабря 1943), младший сын и преемник отца.

3-й маркиз Кэмден скончался на Итон-сквере в Лондоне в мае 1872 года, и ему наследовал его третий, но единственный оставшийся в живых сын Джон, которому тогда было два месяца. Маркиза Кэмден вышла замуж за своего второго мужа капитана Филиппа Грина (? — 1904) в 1876 году. Она умерла в марте 1886 года в возрасте 36 лет.